# 石丸敬次

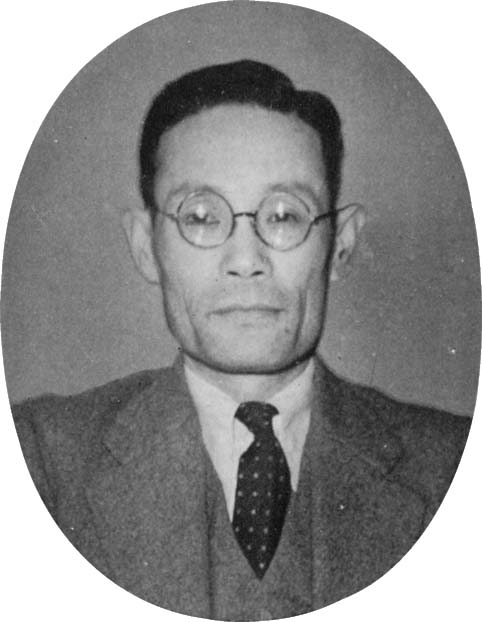
石丸敬次

石丸 敬次（いしまる けいじ、1896年〈明治29年〉10月30日 - 1980年〈昭和55年〉3月27日）は、日本の内務官僚、国会職員。官選第34代富山県知事。

## 経歴
福岡県出身。1916年3月、小倉師範学校本科第一部を卒業し、福岡県遠賀郡内平小学校訓導、小倉師範学校訓導、東京市小石川高等小学校訓導を歴任。1925年3月、日本大学法文学部政治学科英語部を卒業。愛媛県吉田町立吉田中学校教諭となる。同年11月、文官高等試験行政科試験に合格。1926年、内務省に入省し長崎県属となる。
以後、長崎県学務部社会課長、沖縄県課長、長野県農商課長、大阪府地方課長、同議事課長、文部省普通学務局庶務課長、同国民教育局中等教育課長、岐阜県経済部長、宮崎県警察部長、同内政部長、内閣参事官などを経て、東北地方行政事務局長となる。
1946年7月、富山県知事に就任。1947年2月、厚生省保険局長に転じ、さらに参議院文部委員会専門員を務めた。
その後、私立学校振興会理事長、社会教育協会理事、福岡大学理事、学研書籍社長、学習研究社相談役などを歴任した。

## 著作
- 『いのちともに』学研書籍、1965年。